# Irnfritz
Irnfritz ist eine Ortschaft und eine Katastralgemeinde der Gemeinde Irnfritz-Messern im Bezirk Horn in Niederösterreich.

## Siedlungsentwicklung
Zum Jahreswechsel 1979/1980 befanden sich in der Katastralgemeinde Irnfritz insgesamt 101 Bauflächen mit 46.999 m² und 103 Gärten auf 72.403 m², 1989/1990 gab es 158 Bauflächen. 1999/2000 war die Zahl der Bauflächen auf 246 angewachsen und 2009/2010 bestanden 227 Gebäude auf 492 Bauflächen.

## Geschichte
Urkundlich wurde der Ort erstmals 1333 als Iermfricz genannt, was auf den althochdeutschen Personennamen „Irmvrit“ verweist. Im Mittelalter verfügten die Klöster Pernegg und Altenburg im Breitangerdorf Irnfritz über Grundbesitz, der in der Reformationszeit aufgegeben wurde.
Einen großen Aufschwung erlebte der Ort ab den 1870er, als die Franz-Josephs-Bahn Irnfritz mit Wien verband und sich in einer regen Bautätigkeit ausdrückte. Besonders die um den Bahnhof gelegene Ansiedlung Irnfritz Bahnhof wuchs rasch an. 1958 wurde dort eine Kirche errichtet und dem hl. Antonius geweiht.
Laut Adressbuch von Österreich waren im Jahr 1938 in der Ortsgemeinde Irnfritz ein Bäcker, drei Fleischer, fünf Gastwirte, zwei Gemischtwarenhändler, ein Kohlenhändler, ein Landesproduktehändler, ein Mechaniker, zwei Sägewerke, ein Schmied, ein Schuster, drei Stechviehhändler, eine mechanische Strickerei, ein Tischler,  zwei Viktualienhändler und mehrere Landwirte ansässig. Etwas außerhalb der Siedlung bestand eine Ziegelei.
Im Jahr 1972 wurde die Großgemeinde Irnfritz errichtet, die 1994 in Irnfritz-Messern umbenannt wurde.

## Öffentliche Einrichtungen
In der Ortschaft gibt es einen Kindergarten, eine Volksschule und eine Neue Mittelschule.

## Bodennutzung
Die Katastralgemeinde ist landwirtschaftlich geprägt. 215 Hektar wurden zum Jahreswechsel 1979/1980 landwirtschaftlich genutzt und 276 Hektar waren forstwirtschaftlich geführte Waldflächen. 1999/2000 wurde auf 204 Hektar Landwirtschaft betrieben und 275 Hektar waren als forstwirtschaftlich genutzte Flächen ausgewiesen. Ende 2018 waren 183 Hektar als landwirtschaftliche Flächen genutzt und Forstwirtschaft wurde auf 273 Hektar betrieben. Die durchschnittliche Bodenklimazahl von Irnfritz beträgt 35,2 (Stand 2010).